# SN 2003kn
SN 2003kn – supernowa typu Ia odkryta 21 listopada 2003 roku w galaktyce A020915-0335. W momencie odkrycia miała maksymalną jasność 21,30m.